# Karlsztejn (kraj środkowoczeski)
Karlsztejn (czes. Karlštejn, niem. Karlstein) − miasteczko w Czechach, w kraju środkowoczeskim i powiecie Beroun. Według danych z 2006 powierzchnia miasta wynosiła 12,08 km², a liczba jego mieszkańców 775 osób.